# Швелна, Таутвидас
Таутвидас Швелна (лит. Tautvydas Švelna; род. 13 мая 1991 года) — литовский футболист, нападающий.

## Карьера
В 2007 году подписал контракт с «Экранасом», за который сыграл 4 матча и стал в составе клуба чемпионом Литвы 2008 года. В 2009 году стал игроком «Ветры», но сыграл лишь единожды. В 2010 году молодой игрок переходит в «Круою», где попал в основной состав и забил 8 голов в сезоне 2010 года. Всего за клуб сыграл 41 матч и забил 12 голов.
Впоследствии играл за команду четвёртого дивизиона «Балсас» и за клуб I лиги «Балтия» (Паневежис). В 2014 году выступал также за норвежский клуб «Медкила», за который сыграл матч в Кубке Норвегии.
В 2015 году вернулся в Литву, где играл за любительские клубы, включая «Радвилишкис», «Пакруойис» и «Ширвену».

## Карьера в сборной
Вызывался в юниорские сборные Литвы. В команде 17-летних забил 4 гола на международном турнире в Белоруссии в 2008 году, причём отличился хет-триком в матче за 7-е место против хозяев (3:0). За сборную 19-летних провёл 15 матчей и забил 7 голов, в том числе сыграл 3 матча в отборочном турнире первенства Европы. 2 марта 2011 года принял участие в матче второй сборной Литвы.
Также играл в мини-футбольных клубах вызывался в футзальные сборные Литвы.

## Достижения
- Чемпион Литвы: 2008